# بروس غيمل
بروس غيمل (بالإنجليزية: Bruce Gemmell)‏ هو لاعب اتحاد الرغبي نيوزيلندي، ولد في 12 مايو 1950 في أوكلاند في نيوزيلندا.